# Camell farcit sencer
El camell farcit sencer és un plat tradicional que consisteix en un camell de mida mitjana farcit amb una ovella o un anyell, a la vegada farcit amb altres ingredients.
Tot i que la recepta s'ha publicat en una sèrie de llibres de cuina i en pàgines web de receptes, i que es diu que és un plat típic d'un casament àrab tradicional, la recepta sovint es tracta amb escepticisme i molts pensen que podria ser una exageració d'una experiència culinària real, menys impressionant. Una publicació a Snopes descriu referències a la recepta que poden portar al lector a la conclusió que la recepta és, de fet, una broma, que inclou instruccions per «tallar, seccionar i netejar el camell (una vegada que aconsegueixes arribar a dalt del monticle)... ».
Hi ha una referència a aquesta recepta feta en la novel·la en còmic I Served the King of England, publicada el 1971 per l'autor txec Bohumil Hrabal com a plat tradicional etiòpic cuinat per una visita a Praga de l'emperador Haile Selassie.
El Llibre Guinness dels Rècords llista la recepta com «l'element més gran en qualsevol menú al món», «preparat de tant en tant per a les festes del casament beduí». Segons el Milwaukee Journal, els passos són: 

Cuineu els ous. Farciu el peix amb els ous. Cuineu el peix. Farciu els pollastres rostits amb el peix. Farciu unes ovelles rostides amb els pollastres. Farciu un camell sencer amb l'ovella... cuinar-se al gust.

Hi ha una referència en el llibre The Fearless Diner de l'expert culinari Richard Sterling en el qual afirma haver conegut a algú que va cuinar tota la recepta per «algun xeic o altre», a l'Aràbia Saudita. Water Music de T. Coraghessan Boyle conté una recepta de camell farcit de dàtils, ous de plàtans, carpes, aus condimentades i ovelles, cuites durant dos dies a les brases en una trinxera.

## En la cultura popular
Les versions remasteritzades en CD de l'àlbum Atom Heart Mother de Pink Floyd conté una targeta amb «Breakfast Tips». Per un costat hi ha la recepta per a un «Festí de boda beduïna tradicional», detallant el farcit d'un pollastre dins una ovella, que a la vegada farceix una cabra que és usada per a farcir un camell, i que es cou sobre un foc de carbó vegetal.